# Louis André Bon
Pour les articles homonymes, voir Bon.
Louis André Bon, né le 25 octobre 1758 à Romans dans le Dauphiné et mort le 19 mai 1799, est un général de division de la Révolution française. Il meurt des suites de ses blessures à Saint-Jean-d'Acre, pendant la campagne d'Égypte.

## Biographie

### Du soldat au général
Il s'enrôle fort jeune dans le régiment Royal-Infanterie et fait une partie de la guerre d'Amérique. Commandant du 9e bataillon de volontaires de la Drôme également appelé 1er bataillon de grenadiers de la Drôme en 1792, il rejoint Dugommier sur les frontières d'Espagne et devient bientôt chef de brigade, donnant des preuves d'un grand courage au siège du fort de Bellegarde. Il est nommé général de brigade le 24 novembre 1794.

### L'Italie et l'Égypte
Il est en Italie à tous les combats où commandent Bonaparte et Augereau. Il est blessé en entraînant ses hommes sur le pont d'Arcole. Après la paix de Campo-Formio, il commande la 8e division militaire de Marseille et y fait cesser les désordres causés par la réaction thermidorienne. Il rend les mêmes services à Avignon. Nommé général de division, Bon part pour l'Égypte et se distingue à la prise d'Alexandrie, puis détermine la prise du Caire par l'attaque d'un poste important et contribue au triomphe inespéré de la bataille du Mont-Thabor en tournant l'ennemi attaqué de front par Kléber. Il se distingue également à la prise d'El-Arich, enlève Gaza, force Jaffa et est présent sous les murs de Saint-Jean-d'Acre. 

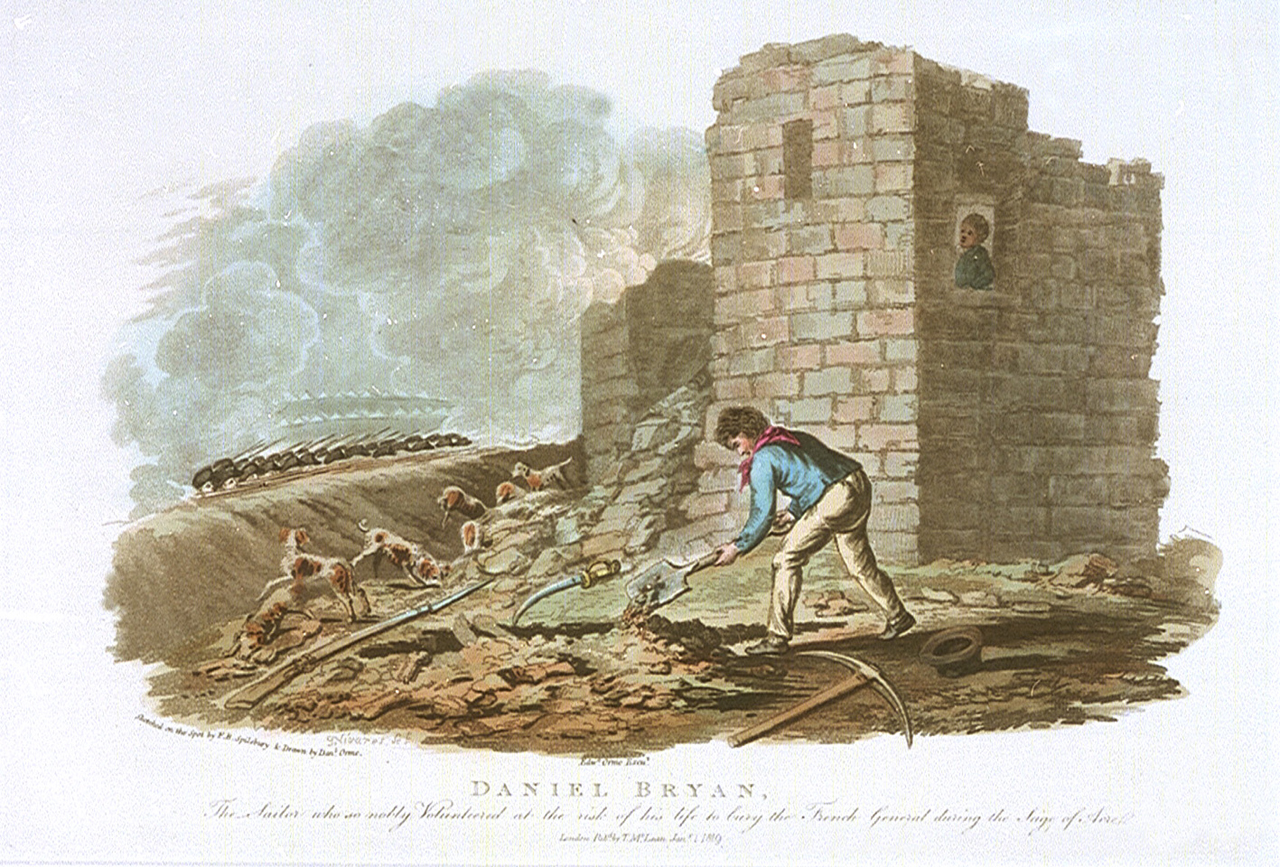
Daniel Bryan, un marin britannique du HMS Tigre s'est porté volontaire au péril de sa vie pour enterrer le général français pendant le siège.

Le 10 mai 1799, il se trouve à la tête de ses grenadiers, au pied de la brèche, dans le dernier assaut livré au corps de la place, lorsqu'il reçoit une blessure mortelle qui l'enlève à sa division.

### Reconnaissance de Napoléon
Quatorze ans après, l'Empereur, visitant l'école militaire de Saint-Germain, demande le nom de l'un des élèves qu'il passe en revue : c'est le fils du général Bon. « - Où est votre mère, dit Napoléon. — À Paris, à un quatrième étage, où elle meurt de faim ». Ce long oubli est réparé à l'instant même ; la veuve du général reçoit une dotation, et le fils est créé baron de l'Empire avec une autre dotation.

## Distinctions
- Il fait partie des 558 officiers à avoir son nom gravé sous l'arc de triomphe de l'Étoile.